# Alexandru Georgescu (actor)
Alexandru Georgescu (n. 24 ianuarie 1948, Pitești – d. 19 aprilie 2025) a fost un actor român de teatru și film.
A fost căsătorit cu Maria Teslaru (1955–2019).

## Filmografie
- Muntele ascuns (1975)
- Ediție specială (1978)
- E-atît de-aproape fericirea (1978)
- Înghițitorul de săbii (1982)
- Declarație de dragoste (1985)
- Cuibul de viespi (1987)
- Începutul adevărului (Oglinda) (1994)
- Omul zilei (1997)
- Trenul vieții (1998) - rabinul Yehuda
- Triunghiul morții (1999)
- Rendez-Vous Cafe (2001) - Client
- Detectiv fără voie (2001)
- Binecuvântatã fii, închisoare (2002)
- Aleodor împarat (2004) - Verde împarat
- Secretul Mariei (2005) - tatăl lui Remus
- Păcală se întoarce (2006) - unul dintre jandarmi
- Happy End  (2006) - tatăl vitreg al Alexandrei
- Hârtia va fi albastră (2006) - Locotenetul Voinescu
- La urgență (serial TV) (2006) - Tatăl Carlei
- Caravana cinematografică (2009)
- Fetele marinarului (2009) - Stelian Bratoșin
- Las Fierbinți (2012-prezent) - Pescarul, Nea Gioni
- Iubiri secrete (2014) -Aly/Salah
- La TV (2015) - Mogulul
- Un etaj mai jos (2015) - Bardenau
- Dopul scuză mijloacele (2016) - Primarul
- Fals tratat de mântuire a sufletului (2018)
- Triplusec (serial TV) (2018) - Polițistul bătrân
- Babardeală cu bucluc sau porno balamuc (2021) - bătrânul de la farmacie
- Pup-o, mă! 2: Mireasa nebună (2021) - Primarul
- Pup-o, mă! 3: Înfruntarea bacilor (serial TV) (2022) - Fostul Primar
- Iubire cu parfum de lavandă (2024) - tatăl Amaliei